# サウスダコタ州第1選挙区
サウスダコタ州第1選挙区(さうすだこたしゅうだい1せんきょく、英語: South Dakota's 1st congressional district)は、かつて存在したアメリカ合衆国連邦下院の選挙区。定数1人の小選挙区制。1913年3月4日に設置され、1983年1月3日に廃止された。

## 概要
1910年の国勢調査の結果、サウスダコタ州の下院議員議席は1議席増加し、3議席となった。1913年、定数2の全州選挙区が廃止され、南東部(1区)、北東部(2区)、西部(3区)に選挙区が一つずつ設置された。
1930年の国勢調査で議席が2議席へ減少し、西部の第3選挙区が廃止され、第1選挙区の領域は旧1区と2区を合わせたエリアに拡大された。その後、人口の変化に伴い、何度か選挙区の改編が行われている。
1980年国勢調査の結果、サウスダコタ州の下院議員議席は1議席に減少し、1983年に第1選挙区は廃止され、全州選挙区が設置された。

### 区域
- 1913年〜1933年：州南東部の地域。以下の郡が選挙区に含まれていた。

オーロラ郡、バナム郡、ブリュレ郡、バッファロー郡、チャールズミックス郡、クレイ郡、デイビソン郡、ダグラス郡、ハンソン郡、ハッチンソン郡、ジェロールド郡、レイク郡、リンカーン郡、マクック郡、マイナー郡、ミネハハ郡、ムーディ郡、サンボーン郡、ターナー郡、ユニオン郡、ヤンクトン郡
- 1933年〜1967年：ミズーリ川以東の州東部地域[1]。旧第2選挙区の22郡が選挙区に編入された。

ビードル郡、ブルッキングズ郡、ブラウン郡、キャンベル郡、クラーク郡、コディントン郡、デイ郡、ドゥール郡、エドマンズ郡、フォーク郡、グラント郡、ハムリン郡、ハンド郡、ヒューズ郡、ハイド郡、キングスベリー郡、マーシャル郡、マクファーソン郡、ポッター郡、ロバーツ郡、スピンク郡、ウォルワース郡
- 1967年〜1973年：州東部地域[2]

バナム郡、ブルッキングズ郡、ブラウン郡、クラーク郡、クレイ郡、コディトン郡、デイ郡、ドゥール郡、グラント郡、ハムリン郡、ハンソン郡、ハッチンソン郡、キングスベリー郡、レイク郡、リンカーン郡、マクック郡、マーシャル郡、マイナー郡、ミネハハ郡、ムーディ郡、ロバーツ郡、ターナー郡、ユニオン郡、ヤンクトン郡の24郡
- 1973年〜1983年：州東部地域[3]

バナム郡、ハンソン郡、マイナー郡が第2選挙区に編入され、第1選挙区の後世地域は21郡となった。